# Сангрур (округ)
Сангрур (в.-пандж. ਸਂਗਰੂਰ ਜ਼ਿਲਾ; англ. Sangrur) — округ в индийском штате Пенджаб. Образован в 2002 году из части территории округа Туенсанг. Административный центр — город Сангрур. Площадь округа — 5021 км². По данным всеиндийской переписи 2001 года население округа составляло 2 000 173 человека. Уровень грамотности взрослого населения составлял 60 %, что примерно соответствовало среднеиндийскому уровню (59,5 %). Доля городского населения составляла 29,2 %.

## Известные уроженцы
- Джани Гурдит Сингх (1923-2007), панджабский писатель, журналист и редактор.